# خیابان جیحون
خیابان جیحون یکی از خیابان‌های قدیمی شهر تهران است که در گذشته به خیابان استوار لشکری معروف بوده‌است.
این خیابان در منطقه ۱۰ شهر تهران و در جهت شمالی ـ جنوبی قرار دارد و از خیابان آزادی آغاز می‌شود. کارخانه مشهور نوشابه‌سازی زمزم در ابتدای خیابان جیحون و زمین قدیمی فوتبالی معروف به میلان که در حال حاضر مجموعه ورزشی جیحون نامیده می‌شود در انتهای آن قرار دارد.
این خیابان از خیابان آزادی شروع می‌شود یک طرفه‌ است و مسیر خودروها از شمال به جنوب است. این خیابان از سمت غرب اولین خیابان از مجموعه خیابان‌های موازی و قدیمی‌ای چون: کارون، قصرالدشت، خوش و رودکی (سلسبیل) است.
این خیابان از طریق ایستگاه متروی شادمان در خط ۲ و خط ۴ قابل دسترسی است.
خیابان جیحون با خیابان‌های قدیمی و پرتردد بهنود، طوس، دامپزشکی، هاشمی، امام خمینی (سپه سابق)، مالک‌اشتر (چهارراه گلی)، مرتضوی و کمیل (بابائیان سابق) تقاطع دارد و این تقاطع‌های پی‌درپی و همچنین باریک بودن همگی آن‌ها سبب ایجاد ترافیک سنگین می‌شوند.
از جمله مکان‌های مهم خیابان جیحون می‌توان به پارک آینه، استخر نگین غرب تهران (وابسته به سازمان تأمین اجتماعی) نام برد.
تقاطع خیابان جیحون با خیابان مالک اشتر (آریانای سابق) معروف به چهارراه گلی از شلوغ‌ترین و پررفت و آمدترین چهارراه‌های این خیابان است که دارای مغازه‌ها و پاساژهای پرشمار برای خرید مردم محله جیحون می‌باشد.